# Niederwetz
Niederwetz ist ein Ortsteil der Gemeinde Schöffengrund im mittelhessischen Lahn-Dill-Kreis.

## Geographische Lage
Niederwetz liegt jeweils im Norden von Östlichem Hintertaunus und Naturpark Taunus am südlichen Lahn-Zufluss Wetzbach. Im Dorf treffen sich die Landesstraße 3284 und die Kreisstraße 360. Die nächste größere Stadt ist Wetzlar, welche 7,5 km nördlich liegt.
Nachbarorte sind Schwalbach (nordwestlich), Reiskirchen (nördlich) und Oberwetz (östlich).

## Geschichte

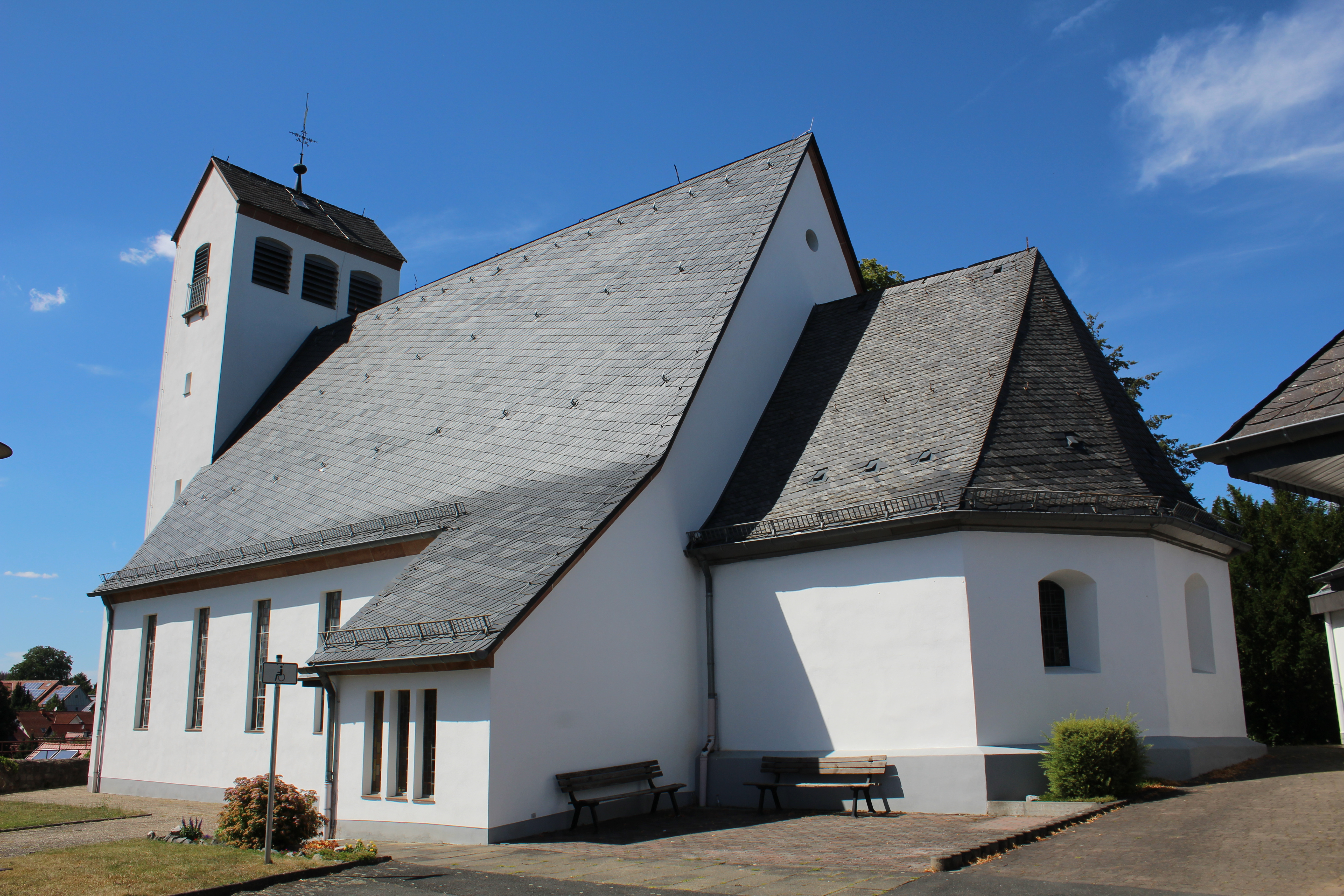
Evangelische Kirche von 1955

### Ortsgeschichte
Im Jahr 832 wird ein Wettiffa im Lorscher Codex erwähnt. Es ist jedoch unklar ob es sich um einen Bachnamen oder um Ober- oder Niederwetz handelt. Eine Urkunde der Deutschordensballei Hessen nennt 1352 ein inferiori Wetzfe. Erst 1362 gibt es eine explizite Nennung  von Nieder Wetfe.
Niederwetz wird durch den Wetzbach in zwei Teile getrennt. Ursprünglich gehörte die eine Seite zu Nassau-Weilburg, die andere zu Solms-Braunfels. 1823 erfolgte eine Zusammenfügung beider Ortshälften durch den damaligen Landrat.
Eine Kirche wird im 13. Jahrhundert genannt. Die heutige Kirche wurde 1955 neu errichtet, nachdem ein Blitzschlag den Vorgängerbau zerstört hatte. Nur der Chor blieb erhalten.
Hessische Gebietsreform (1970–1977)
Zum 31. Dezember 1971 fusionierte die bis dahin selbständige Gemeinde Niederwetz mit fünf weiteren Gemeinden im Zuge der hessischen Gebietsreform freiwillig zur Großgemeinde Schöffengrund. Für die ehemals eigenständigen Gemeinden von Schöffengrund wurde je ein Ortsbezirk gebildet.

### Verwaltungsgeschichte im Überblick
Die folgende Liste zeigt die Staaten und Verwaltungseinheiten, denen Niederwetz angehört(e):
- vor 1806: Heiliges Römisches Reich, links des Wetzbachs: Fürstentum Solms-Braunfels, Anteil der Grafschaft Solms, Amt Braunfels; rechts des Wetzbachs: Grafschaft/Fürstentum Nassau-Weilburg, Oberamt Atzbach, Amt Hütten- und Stoppelberg
- 1803–1806: Heiliges Römisches Reich, Fürstentum Nassau-Weilburg,[Anm. 2] Amt Braunfels
- ab 1806: Herzogtum Nassau,[Anm. 3] Amt Braunfels
- ab 1816: Königreich Preußen,[Anm. 4] Provinz Großherzogtum Niederrhein, Regierungsbezirk Koblenz, Kreis Braunfels[7][Anm. 5]
- ab 1822: Königreich Preußen, Rheinprovinz, Regierungsbezirk Koblenz, Kreis Wetzlar[Anm. 6]
- ab 1866: Norddeutscher Bund,[Anm. 7] Königreich Preußen, Rheinprovinz, Regierungsbezirk Koblenz, Kreis Wetzlar
- ab 1871: Deutsches Reich, Königreich Preußen, Rheinprovinz, Regierungsbezirk Koblenz, Kreis Wetzlar
- ab 1918: Deutsches Reich (Weimarer Republik), Freistaat Preußen, Rheinprovinz, Regierungsbezirk Koblenz, Kreis Wetzlar
- ab 1932: Deutsches Reich, Freistaat Preußen, Provinz Hessen-Nassau, Regierungsbezirk Wiesbaden, Kreis Wetzlar
- ab 1944: Deutsches Reich, Freistaat Preußen, Provinz Nassau, Kreis Wetzlar
- ab 1945: Amerikanische Besatzungszone, Groß-Hessen, Regierungsbezirk Wiesbaden, Kreis Wetzlar
- ab 1949: Bundesrepublik Deutschland,[Anm. 8] Land Hessen, Regierungsbezirk Wiesbaden, Kreis Wetzlar
- ab 1968: Bundesrepublik Deutschland, Land Hessen, Regierungsbezirk Darmstadt, Kreis Wetzlar
- ab 1972: Bundesrepublik Deutschland, Land Hessen, Regierungsbezirk Darmstadt, Kreis Wetzlar, Gemeinde Schöffengrund[Anm. 9]
- ab 1977: Bundesrepublik Deutschland, Land Hessen, Regierungsbezirk Darmstadt, Lahn-Dill-Kreis, Gemeinde Schöffengrund
- ab 1981: Bundesrepublik Deutschland, Land Hessen, Regierungsbezirk Gießen, Lahn-Dill-Kreis, Gemeinde Schöffengrund

### Bevölkerung

#### Einwohnerentwicklung
| Niederwetz: Einwohnerzahlen von 1834 bis 2020 | Niederwetz: Einwohnerzahlen von 1834 bis 2020 | Niederwetz: Einwohnerzahlen von 1834 bis 2020 | Niederwetz: Einwohnerzahlen von 1834 bis 2020 | Niederwetz: Einwohnerzahlen von 1834 bis 2020 |
| --- | --------------------------------------------- | --------------------------------------------- | --------------------------------------------- | --------------------------------------------- |
| Jahr |                                               |                                               |                                               | Einwohner                                     |
| 1834 | 1834                                          |                                               | 385                                           | 385                                           |
| 1840 | 1840                                          |                                               | 424                                           | 424                                           |
| 1846 | 1846                                          |                                               | 415                                           | 415                                           |
| 1852 | 1852                                          |                                               | 400                                           | 400                                           |
| 1858 | 1858                                          |                                               | 387                                           | 387                                           |
| 1864 | 1864                                          |                                               | 413                                           | 413                                           |
| 1871 | 1871                                          |                                               | 409                                           | 409                                           |
| 1875 | 1875                                          |                                               | 412                                           | 412                                           |
| 1885 | 1885                                          |                                               | 401                                           | 401                                           |
| 1895 | 1895                                          |                                               | 371                                           | 371                                           |
| 1905 | 1905                                          |                                               | 413                                           | 413                                           |
| 1910 | 1910                                          |                                               | 431                                           | 431                                           |
| 1925 | 1925                                          |                                               | 479                                           | 479                                           |
| 1939 | 1939                                          |                                               | 501                                           | 501                                           |
| 1946 | 1946                                          |                                               | 727                                           | 727                                           |
| 1950 | 1950                                          |                                               | 724                                           | 724                                           |
| 1956 | 1956                                          |                                               | 665                                           | 665                                           |
| 1961 | 1961                                          |                                               | 690                                           | 690                                           |
| 1967 | 1967                                          |                                               | 745                                           | 745                                           |
| 1970 | 1970                                          |                                               | 793                                           | 793                                           |
| 1980 | 1980                                          |                                               | ?                                             | ?                                             |
| 1987 | 1987                                          |                                               | 945                                           | 945                                           |
| 2000 | 2000                                          |                                               | ?                                             | ?                                             |
| 2011 | 2011                                          |                                               | 1.071                                         | 1.071                                         |
| 2020 | 2020                                          |                                               | 1.051                                         | 1.051                                         |
| Datenquelle: Historisches Gemeindeverzeichnis für Hessen: Die Bevölkerung der Gemeinden 1834 bis 1967. Wiesbaden: Hessisches Statistisches Landesamt, 1968. Weitere Quellen: LAGIS; Gemeinde Schöffengrund; Zensus 2011 |                                               |                                               |                                               |                                               |

#### Einwohnerstruktur 2011
Nach den Erhebungen des Zensus 2011 lebten am Stichtag dem 9. Mai 2011 in Niederwetz 1071 Einwohner. Darunter waren 36 (3,4 %) Ausländer.
Nach dem Lebensalter waren 174 Einwohner unter 18 Jahren, 456 zwischen 18 und 49, 234 zwischen 50 und 64 und 207 Einwohner waren älter.
Die Einwohner lebten in 447 Haushalten. Davon waren 105 Singlehaushalte, 141 Paare ohne Kinder und 165 Paare mit Kindern, sowie 30 Alleinerziehende und 6 Wohngemeinschaften. In 78 Haushalten lebten ausschließlich Senioren und in 300 Haushaltungen lebten keine Senioren.

#### Religionszugehörigkeit
| • 1834: | 385 evangelische (= 100 %) Einwohner                               |
| • 1961: | 617 evangelische (= 89,42 %), 72 katholische (= 10,43 %) Einwohner |

## Politik
Für Niederwetz besteht ein Ortsbezirk (Gebiete der ehemaligen Gemeinde Niederwetz) mit Ortsbeirat und Ortsvorsteher nach der Hessischen Gemeindeordnung.
Der Ortsbeirat besteht aus fünf Mitgliedern. Bei den Kommunalwahlen in Hessen 2021 betrug die Wahlbeteiligung zum Ortsbeirat 56,63 %. Dabei wurden gewählt: zwei Mitglieder der CDU und je ein Mitglied der SPD, dem Bündnis 90/Die Grünen und der „Freien Wählergemeinschaft“ (FWG). Der Ortsbeirat wählte Helmut Wendlandt (CDU) zum Ortsvorsteher.

## Sehenswürdigkeiten
In Niederwetz gibt es ein Backhaus und das Vincent-Motorradmuseum. In der Nähe stehen die zum Dorf gehörende Streichsmühle oder Schlesingers Mühle.